# Bernard (Iowa)
Bernard è un comune degli Stati Uniti d'America, situato nello Stato dell'Iowa, nella contea di Dubuque.